# Aceraterins
Els aceraterins (Aceratheriinae) són una subfamília extinta de mamífers de la família dels rinoceròtids. Els seus representants visqueren a Àsia, Àfrica, Europa i Nord-amèrica des del Miocè fins al Plistocè (fa 33,9-3,4 Ma).

## Taxonomia
La subfamília Aceratheriinae fou descrita per Dollo (1885) i assignada a Rhinocerotida per Prothero (1998), Antoine et al. (2000), Kaya i Heissig (2001), Sach i Heizmann (2001) i Deng (2005).
La subfamília conté una tribu i cinc gèneres:
- Aceratherini (Europa, Àsia i Àfrica)

- Alicornops (Europa i Àsia)
- Aphelops (Nord-amèrica)
- Chilotherium (Àsia)
- Floridaceras (Nord-amèrica)
- Peraceras (Nord-amèrica)